# Хорезмшах
Хорезмшах (у перекладі «цар Хорезма») — стародавній Хорезмійський монархічний титул.

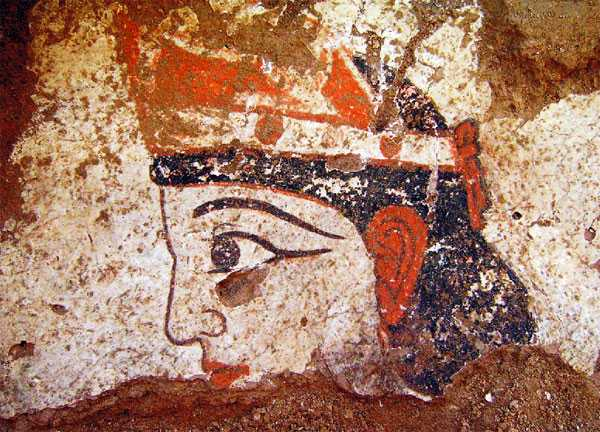
Фрагмент хорезмської фрески VI—III століття до н. е.

Титул використовувався для позначення правителя Хорезма. Згідно з відомостями Абу Рейхана аль-Біруні (973–1048) титул вперше був прийнятий правителями Хорезму за 980 років до Олександра, тобто в 1292 році до н. е. Однак на підставі інших джерел можна припускати, що частина титулу у формі приставки — шах була запозичена або від Ахеменідської імперії, або в більше раніше час від Мідійської держави.
Відомості про імена окремих государів, що носили титул хорезмшах, і їх генеалогічної послідовності відносяться до періоду 305 р н. е. У цьому році до влади в Хорезмі прийшла нова династія Афрігідів (305–995 рр.). Ця династія, як вважається, найдовше правила в історії Центральної Азії.
 
Навіть після повалення династії Афрігідів титул хорезмшах не зник, а був прийнятий новою династією Мамунідів, що прийшла до влади в 995 році.
Найвідомішими і наймогутнішими з хорезмшахів вважалися представники династії Ануштегінідів, які правили в державою Хорезмшахів.
Намісник Шахруха в Хорезмі Шахмелік, що правив в першій чверті XV століття, теж носив титул хорезмшах.
Останніми титул хорезмшах брали деякі представники узбецької кунгратської династії, що правили в Хорезмі — Хівінському ханстві з 1770 по 1920 рік.
Таким чином, титул хорезмшах використовувався з перервами протягом більше 1500 років.